# Isla Cardones
Isla Cardones är en ö i Mexiko. Den hör till kommunen Mazatlán i delstaten Sinaloa, i den västra delen av landet.